# گردنه پاسخند
 گردنه پاسخند  در مسیر راه لار به بستک و در ۹ فرسخی شهرستان بستک واقع شده‌است.
در کله کوه پاسخند پاسگاه نیروهای انتظامی «ژاندارمری» پاسخند قرار دارد.
در پائین کوه پاسخند از سمت شمال میل به طرف مغرب دشت برکه پُوزَه واقع شده‌است که زمین جوکار روستای پاسخند و روستای برکه بوزه‌است.
بعد از عبور از گردنه پر پیچ وخم پاسخند رو به‌طرف جنوب وشهر بستک از دست راست و سمت مغرب تفریحگاهی وجود دارد که بنام «بنگر بیخ» معروف است، این منطقه بنام «لرد محیا» نزد اهالی منطقه لارستان و بستک مشهور است.
سبب تسمیت آنجا به «لرد محیا» از این جهت است که سید محیا شاعر معروف بستک و جنوب در آنجا به شکار و تفریح می‌رفته‌است، چنان‌که از این دوبیت شعر که سراینده خود شاعر است نشان می‌دهد:
| خوش است آب وهوای بنگر بیخ  |  | کباب پازنانم برسر سیخ     |
| شکار افکند «محیا» بارفیقان |  | به سّتِ و اربعین والف تاریخ |

از این بیت معلوم می‌شود که محیا شاعر معروف در سال ۱۰۴۶ هجری قمری در آنجا به تفریح وشکار بوده‌است.
«لردَّ» به گویش محلی یعنی صحرا یا دشت.
لرد محیا بین گردنه پاسخند و روستای انوه در دهستان گوده و بر سر راه کاروانی قدیمی و در نزدیکی جاده آسفالته بستک به شهر لار قرار دارد.
این مکان یادگاری است از «محیا» که معروف همگان
می‌باشد.
برکه (آب‌انبار) وکاروانسرا لرد محیا جایگاهی است که پیران قافله‌های تاریخی در شب‌های سرد وباران وزمستان وتابستاهای زیبای مهتابی در آنجا اتراق می‌کرده وخاطراتی از آن روزاگاران فراموش نشدنی در خاطر خود نگهداشته‌اند و گواینکه هنوز صدای زنگ وجرس کاروان و هاهای کاروانسالان وجُمب وجُوش مردم زحمت کش منطقه بستک هرمزگان که دنبال رزق و روزیه و امرار معاش خود بودند در آن دشت وصحرای پهناور پیچیده‌است.

## منبع
- جعفر، روئین تن زروانی، محمد امین. (صحرای باغ در گذرگاه تاریخ)  ج۱. چاپ اول، دبی: سال انتشار ۲۰۰۴ میلادی.